# Ritmes cromàtics
Ritmes cromàtics és un curtmetratge experimental no figuratiu realitzat l'any 1978 per Jordi Artigas a l'EMAV. El film té una duració de 4 minuts 43 segons i va ser rodat en 16 mm a color (sonora). El film en la filmografia d'Artigas representa una continuïtat dels títols que Artigas va rodar durant la transició democràtica. Ritmes cromàtics forma part de la llista dels bàsics de cinema català.

## Argument
A Ritmes cromàtics no existeix una trama convencional. Artigas no va fer servir cap càmera sinó que va utilitzar la pel·lícula com un material susceptible a ser manipulat i el va ratllar, gravar i acolorir a mà directament a la part sensible. Per això el film trenca amb la continuïtat fílmica convencional. Allò que es veu a la pantalla es fusiona amb la música del mateix film composta per fragments de Spectrum de Billy Cobham.